# Patinação de velocidade nos Jogos Olímpicos de Inverno de 1928
A patinação de velocidade nos Jogos Olímpicos de Inverno de 1928 foi disputada em St. Mortiz, na Suíça, nos dias 13 e 14 de fevereiro. O programa oficial consistia de quatro eventos, mas apenas três contaram com distribuição de medalhas, devido o cancelamento da prova de 10000 metros na quinta bateria devido ao derretimento da neve.

## Medalhistas

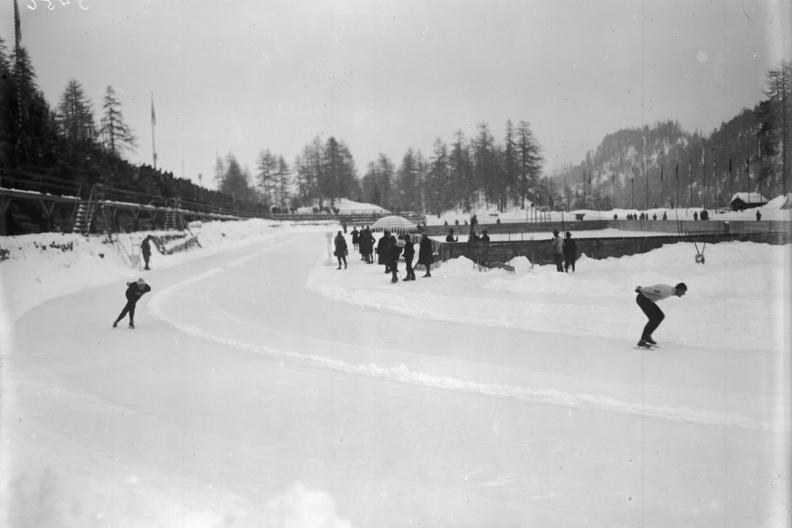
Patinação de velocidade durante os Jogos.

Masculino
| Evento                | Ouro                                                  | Prata                                        | Bronze                                                                               |
| --------------------- | ----------------------------------------------------- | -------------------------------------------- | ------------------------------------------------------------------------------------ |
| 500 metros detalhes   | Bernt Evensen NOR Noruega Clas Thunberg FIN Finlândia | nenhum                                       | John Farrell USA Estados Unidos Jaakko Friman FIN Finlândia Roald Larsen NOR Noruega |
| 1500 metros detalhes  | Clas Thunberg FIN Finlândia                           | Bernt Evensen NOR Noruega                    | Ivar Ballangrud NOR Noruega                                                          |
| 5000 metros detalhes  | Ivar Ballangrud NOR Noruega                           | Julius Skutnabb FIN Finlândia                | Bernt Evensen NOR Noruega                                                            |
| 10000 metros detalhes | A competição foi cancelada na quinta bateria          | A competição foi cancelada na quinta bateria | A competição foi cancelada na quinta bateria                                         |

## Quadro de medalhas
| Ordem | País               | Medalha de ouro | Medalha de prata | Medalha de bronze |    | Ordem por total |
| ----- | ------------------ | --------------- | ---------------- | ----------------- | -- | --------------- |
| 1     | NOR Noruega        | 2               | 1                | 3                 | 6  | 1               |
| 2     | FIN Finlândia      | 2               | 1                | 1                 | 4  | 2               |
| 3     | USA Estados Unidos |                 |                  | 1                 | 1  | 3               |
| TOTAL | TOTAL              | 4               | 2                | 5                 | 11 | —               |

## Países participantes
Um total de 40 patinadores de 14 países participaram da modalidade:
| - GER Alemanha (3) - AUT Áustria (3) - CAN Canadá (3) - USA Estados Unidos (4) - EST Estônia (2) - FIN Finlândia (6) - FRA França (2) | - GBR Grã-Bretanha (3) - HUN Hungria (1) - LAT Letônia (1) - LTU Lituânia (1) - NOR Noruega (8) - NED Países Baixos (2) - SWE Suécia (1) |